# Fritz Sendel

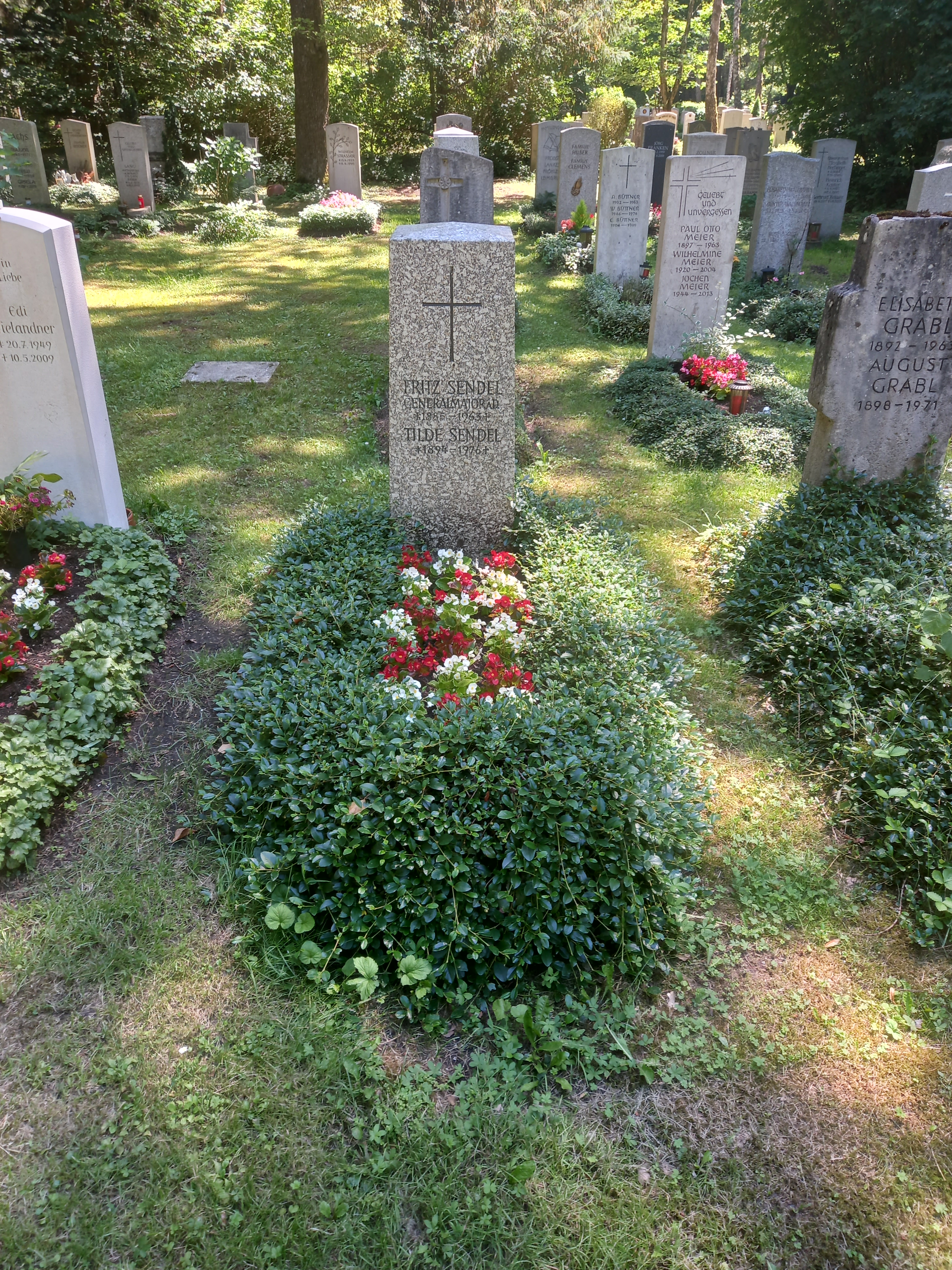
Fritz Sendels grav vid Waldfriedhof, München

Fritz Sendel, född 19 december 1885 i Würzburg, död 31 oktober 1963 i München, var en tysk militär. Under andra världskriget var han generalmajor i Ordnungspolizei. Från den 8 till den 23 augusti 1944 var Sendel befälhavare för Ordnungspolizei (Befehlshaber der Ordnungspolizei, BdO) i Generalguvernementet.